# Виноградов, Леонид Михайлович
Леони́д Миха́йлович Виногра́дов (4 февраля 1982, Якшур-Бодья) — российский лыжник, выступал в составе российской национальной сборной в начале 2010-х годов. Чемпион России в командном спринте свободным стилем, бронзовый призёр всероссийского первенства в гонке на 50 км, призёр многих гонок международного и всероссийского значения, мастер спорта России по лыжным гонкам. На соревнованиях представлял Удмуртскую Республику и физкультурно-спортивное общество «Динамо».

## Биография
Леонид Виноградов родился 4 февраля 1982 года в селе Якшур-Бодья Удмуртской АССР. Проходил подготовку в местной лыжной секции под руководством тренеров С. Л. Романова и Э. В. Михайлова, позже присоединился к физкультурно-спортивному обществу «Динамо».
Первого серьёзного успеха на всероссийском уровне добился в сезоне 2011 года, когда вошёл в состав сборной команды Удмуртии и побывал на чемпионате России в Рыбинске, откуда привёз награду бронзового достоинства, выигранную в марафонской индивидуальной гонке на 50 км. Год спустя представлял вторую удмуртскую команду на чемпионате России в Тюмени — вместе с напарником Максимом Вылегжаниным одержал победу в программе командного спринта 6 × 1,4 км свободным стилем, при этом им удалось обогнать первую команду Удмуртии Александра Уткина и Дмитрия Япарова.
Выступал в зачёте Кубка мира, тем не менее, был далёк от попадания в число призёров, в частности на этапе в канадском Кэнморе в гонке на 15 км финишировал лишь на 61 месте. Виноградов рассматривался в числе кандидатов для участия в зимних Олимпийских играх в Сочи, входил в резервный состав российской национальной сборной, но в итоге не смог пройти отбор на Олимпиаду из-за слишком высокой конкуренции в команде. В 2013 году принял решение завершить карьеру профессионального спортсмена. Удостоен звания мастера спорта России по лыжным гонкам.